# Acomys cilicicus
Acomys cilicicus (Голчаста миша турецька, Голчаста миша малоазійська; Spitzenberger, 1978) — ендемічний вид мишей родини Мишеві (Muridae). Цей вид мишей перебуває на грані вимирання, тому внесений до червоного списку — IUCN Red List of Threatened Species.

## Історія вивчення
Вперше вид був описаний Фредеріком Шпітценбергером в 1978 році за 17 км на схід від турецького міста Сіліфке.

## Поширення
Одна з рідкісніших Малоазійських голчастих мишей, її ареал — східні околиці міста Сіліфке в Туреччині. Розташовується колоніями поруч людських жител.
У зв'язку з тим, що цей вид є під загрозою вимирання, то існує програма з його порятунку. Водночас, щоб вони не зникли зовсім, цей вид мишей заборонено вивозити за межі Туреччини (без відповідного дозволу урядовців) і лише в декількох зоопарках світу можна зустріти представників цього виду (до України найближчими є Празький та Гельсінський зоопарки). Відмічено, що в неволі ці миші розмножуються та живуть близько 4 років. Крім того, цей вид культивується як домашня тварина — в Англії, Німеччині та Данії.

## Опис
Як і для більшості голчастих мишей, для турецької голчастої характерні жорсткі колючі шерстинки, із негнучкими верхніми кінчиками (які, з виду, схожі на колючки, наче у їжака). Крім того, вони вирізняються великими очима і вухами, та лускатним, майже лисуватим, хвостом, який, зазвичай, коротший за саме тіло миші, що є суттєвою ознакою цього виду.

## Спосіб життя
Як і більшість видів голчастих мишей, турецька веде нічний спосіб життя, але вони також можуть бути активними у ранковий і вечірній час. Вони є всеїдними, споживаючи, як насіння, так і траву та комах. Живуть в групах. Розмноження відбувається безперервно впродовж усього року, з періодом вагітності 5-6 тижнів. Як правило, в першому посліді молодняка народжується 2-3 мишенят, а от дорослі особини здатні продукувати численніші посліди. Щойнонароджені голчасті миші до певної міри розвинені уже при народженні, адже їх очі, як правило, відкриті, тіло вкрите шерстю і самки повністю віднімають їх від ссання через два тижні після народження. А уже через 2-3 місяці по тому молоді особини досягають статевої зрілості. Середня тривалість життя становить 3-4 роки.

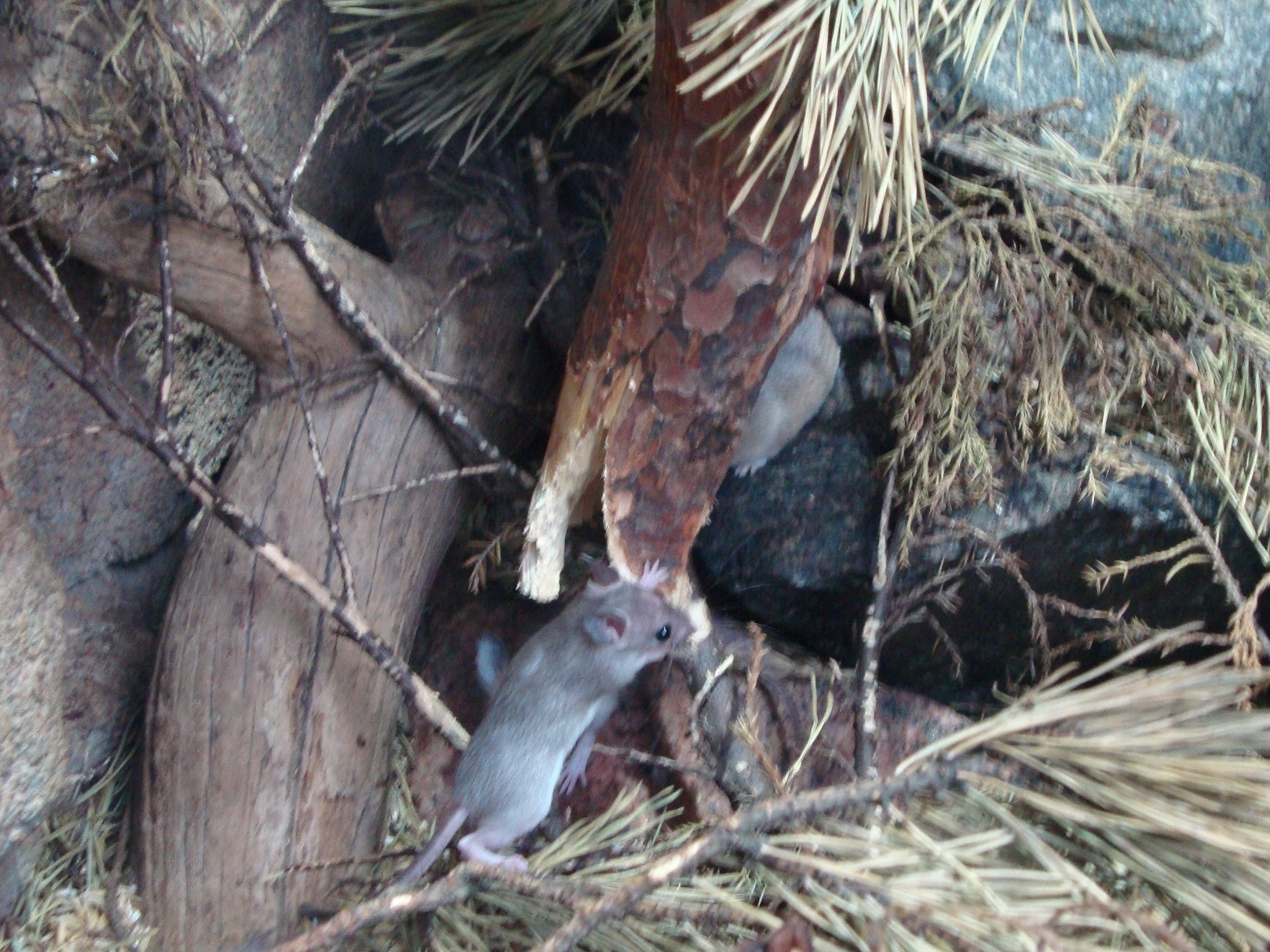
В зоопарку Хельсінкі